# 竹窩子
竹窩子，原寫為竹窩仔，是臺灣桃園市龍潭區的一個傳統地域名稱，位於該區中部偏西北。相較於今日行政區，其範圍大致包括凌雲里不含最北端及西南端、八德里南部一小部分。

## 歷史
台灣清治末期至日治初期，竹窩子地區為一街庄，稱為「竹窩仔庄」，隸屬於桃澗堡。該庄西北與八張犁庄為鄰，東北與烏樹林庄為鄰，東邊一小段與黃泥塘庄為界，東南邊為四方林庄，西南邊為三洽水庄。
1901年（日治明治三十四年）11月，全台設置二十廳，該庄隸屬於桃仔園廳。1903年（明治三十六年），改名桃園廳。1909年（明治四十二年）10月，合併二十廳為十二廳，該庄隸屬不變。1920年（大正九年），廢十二廳改設五州二廳，該庄改制為「竹窩子」大字，隸屬於新竹州大溪郡龍潭庄。
戰後龍潭庄改制為龍潭鄉，隸屬於新竹縣，大字亦改制為村。1950年桃、竹、苗分治，龍潭鄉改隸屬於桃園縣。2014年12月，桃園縣升格為直轄桃園市，龍潭鄉改制為龍潭區，村亦改制為里。

## 聚落
本地區發展較早的聚落為竹窩仔，在日治期初期的官方地圖上已有記載。此外，尚有凌雲岡、南蛇崎等聚落。

## 交通
區道桃73線（聖亭路）是埔心至龍潭的道路，其南側端點位於竹窩子地區最東端的省道台3線路口。由此向北北西大致沿本地區東側邊界地帶而行，出邊界後續行可前往八張犁、安平鎮、草湳陂的埔心聚落並止於省道台1線路口。
區道桃73-1線（竹龍路）是凌雲岡至竹窩子的道路，也是本地區內部的主要連絡道路，其東側端點位於本地區東北部凌雲岡的區道桃73線路口，西側端點位於本地區西南部的區道桃20線路口。

## 文化資產
- 龍潭聖蹟亭（直轄市定古蹟）

## 廟宇
- 七十三公忠義廟（義民廟）